# Rhabdadenia
Rhabdadenia es un género de fanerógamas de la familia Apocynaceae. Es originario del sur de Florida y de América tropical.

## Descripción
Son bejucos con látex lechoso, completamente glabros. Hojas opuestas, oblongas a elíptico-oblongas, a veces casi lineares en la base de la planta, 3.5–12 cm de largo y 0.7–4 cm de ancho, ápice obtuso a redondeado, mucronado, base obtusa. Inflorescencia axilar, con pocas flores blancas; sépalos subfoliáceos, ampliamente oblongo-ovados, 5–9 mm de largo, acuminados; corola tubular-infundibuliforme, tubo 4–5 cm de largo, los lobos 1–2 cm de largo; anteras aglutinadas con la cabeza del estilo; ovario apocárpico. Folículos 2, 7–16 cm de largo y 3–4 mm de ancho, teretes, glabros; semillas apicalmente comosas.

## Taxonomía
El género fue descrito por Johannes Müller Argoviensis y publicado en Flora Brasiliensis 6(1): 173–174, en 1860.

#### Etimología
Rhabdadenia: nombre genérico que se deriva de la combinación de dos palabras; del vocablo griego ῥάβδος (rhábdos); "rama, vara", y del también vocablo griego ἀδένος (adénos); "glándula", al parecer por las glándulas del cáliz.

## Especies
Comprende 3 especies aceptadas:
- Rhabdadenia biflora (Jacq.) Müll.Arg., 1860 – adormidera (en Ecuador),[6] enredadera de manglar[7] o clavel de sabana (en Cuba)[8]
- Rhabdadenia madida (Vell.) Miers, 1878
- Rhabdadenia ragonesei Woodson, 1940